# Tituacia deviella
Tituacia deviella är en fjärilsart som beskrevs av Walker 1864. Tituacia deviella ingår i släktet Tituacia och familjen stävmalar. Inga underarter finns listade i Catalogue of Life.